# Zarna
Zarna (łac. Diocesis Zarnensis) – stolica historycznej diecezji w Cesarstwie Rzymskim w prowincji Afryka Prokonsularna, sufragania metropolii Kartagina. Współcześnie w Tunezji. Obecnie katolickie biskupstwo tytularne.

## Biskupi tytularni
| Lp. | Biskup                             | Funkcja                                             | Od               | Do                   |
| --- | ---------------------------------- | --------------------------------------------------- | ---------------- | -------------------- |
| 1   | William Michael Fitzgerald         | biskup pomocniczy Port of Spain (Trynidad i Tobago) | 15 sierpnia 1958 | 31 października 1971 |
| 2   | Manuel Sandalo Salvador            | biskup pomocniczy Cebu (Filipiny)                   | 25 września 1972 | 14 lipca 1996        |
| 3   | Paul Bootkoski                     | biskup pomocniczy Newark (USA)                      | 7 lipca 1997     | 4 stycznia 2002      |
| 4   | Licinio Rangel                     | –                                                   | 18 stycznia 2002 | 16 grudnia 2002      |
| 5   | Bernard Longley                    | biskup pomocniczy Westminsteru (Wielka Brytania)    | 4 stycznia 2003  | 1 października 2009  |
| 6   | Francisco Antonio Ceballos Escobar | wikariusz apostolski Puerto Carreño (Kolumbia)      | 10 czerwca 2010  | 22 kwietnia 2020     |
| 7   | Sonatan Kisku                      | biskup pomocniczy Dumka (Indie)                     | 12 kwietnia 2025 |                      |